# Гринько, Иван Яковлевич
Иван Яковлевич Гринько (11 апреля 1920 — 9 сентября 2000) — передовик советского сельского хозяйства, комбайнёр Старо-Деревянковской МТС Каневского района Краснодарского края, Герой Социалистического Труда (1952).

## Биография
Родился в 1920 году на хуторе Мигуты Ейского отдела Кубано-Черноморской области в крестьянской семье. Русский.
После окончания курсов трактористов стал работать на Старо-Деревянковской МТС.
Участник Великой Отечественной войны. После демобилизации вернулся на родину и стал работать в своей МТС.
В уборочную 1951 года на комбайне «Сталинец-1» сумел достичь высоких производственных показателей за 25 рабочих дней намолотил 7279 центнеров зерновых и 477 центнеров семян трав.
Указом Президиума Верховного Совета СССР от 13 июня 1952 года за выдающиеся производственные достижения и получения высоких результатов на обмолоте зерновых Ивану Яковлевичу Гринько было присвоено звание Героя Социалистического Труда с вручением ордена Ленина и медали «Серп и Молот».
После реорганизации МТС в 1958 году продолжил работать в колхозе «Россия».
Проживал в станице Стародеревянковской, а последние годы жил в станице Привольной. Умер 9 сентября 2000 года.

## Награды
За трудовые и боевые успехи был удостоен:
- золотая звезда «Серп и Молот» (13.06.1952)
- орден Ленина (13.06.1952)
- орден Отечественной войны II степени - (11.03.1985)
- Орден Трудового Красного Знамени (13.08.1951)
- Медаль «За трудовое отличие» (04.06.1949)
- другие медали.